# Dr. Chen Patika

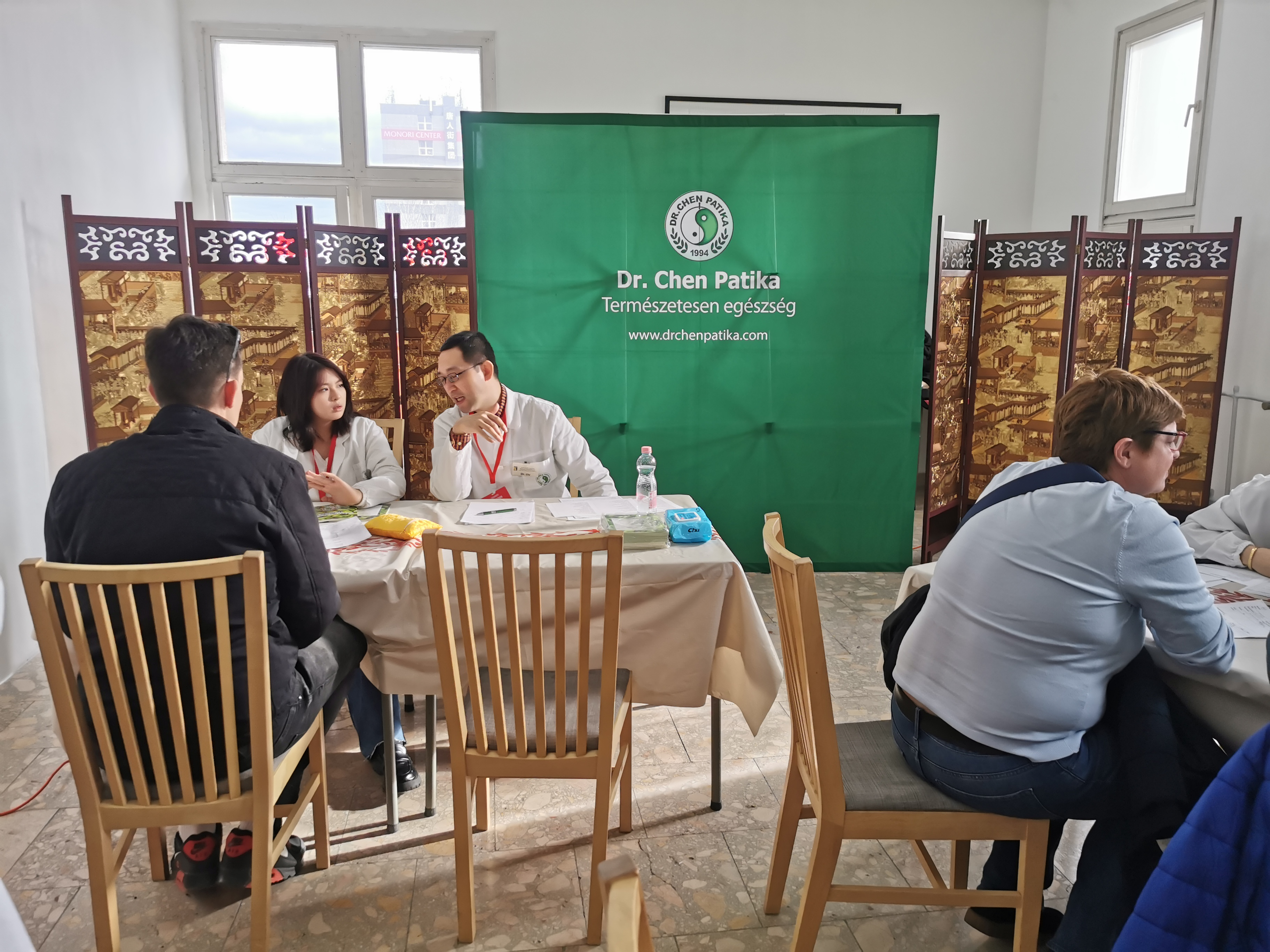
Dr.Chen a Chinatownban

A Dr. Chen Patika az Oriental Herbs Kft. által forgalmazott termékek márka-elnevezése. Az Oriental Herbs Kft.-t Dr. Chen Zhen, Ph.D. alapította 1994-ben, aki a hagyományos kínai gyógyászat egyik úttörője Magyarországon. A Dr. Chen Patika elsősorban gyógynövény-alapú élelmiszerek, étrend-kiegészítők, gyógyteák, kozmetikumok gyártásával és forgalmazásával foglalkozik.

## Misszió és cégfilozófia alapjai
A vállalat nemcsak kiváló minőségű termékeivel mutat elköteleződést a magyarok egészségének megőrzésében, hanem számos fórumon tanácsokkal is segíti a lakosságot abban, hogy mindennapi életmódjával hogyan őrizze meg legdrágább kincsét, az egészségét. Ennek tükrében a vállalati alapfilozófia szerint a hagyományos keleti és a modern nyugati orvostudomány elemeit ötvözik mindennapos tevékenysége során.
A hagyományos kínai orvoslás (Traditional Chinese Medicine /TCM/) ötezer éves tudása napjainkban egyre népszerűbbé válik Európában és Magyarországon egyaránt, amely a természetes eszközök, gyógynövények, illetve az évezredek alatt felhalmozott ismeretek alkalmazása révén éri el a betegségek gyógyítását, és ami ennél is fontosabb, azok megelőzését.
A kínai orvoslást a holisztikus szemléletmód teszi oly vonzóvá számunkra. A kínai orvos az emberi testet a természet szerves részének tekinti, a gyógyítást pedig olyan természetes folyamatnak, amelyet helyes táplálkozás és életmód révén segíthetünk elő. A nyugati orvostudomány csak mostanában kezdi felismerni e szemlélet helyességét. A kínai hagyományos gyógyászat egyik alapvető tanácsa: „legyen az ételed az orvosságod”. A kínai orvos enyhébb gyengélkedés esetén is sokkal szívesebben ajánlja a gyógynövények fogyasztását – akár tea, kapszula, étrend-kiegészítő, vagy más formában –, mint a különféle gyógyszerekét. Márpedig ilyen állapot jóval többször fordul elő a mindennapokban, mint azt gondolnánk. A kínai gyógyászat ugyanis az „egészség” és a „betegség” mellett számon tartja a kettő közti átmenetet, nevezetesen a „még nem beteg, de már nem egészséges” állapotot. Ilyenkor a következő tünetek léphetnek fel: fáradtság, levertség, ingerlékenység, rossz közérzet. Ebben az esetben nagy hangsúlyt kap az egészséges életmód, a helyes táplálkozás, valamint az étrend-kiegészítők használata, ezáltal helyreállítva a normális egészségi állapotot. Ahogy a régi kínai mondás tartja:
„Az ember legjobb orvosa a világon ÖNMAGA.”
Ennek alapján mindenki önerejéből képes megőrizni egészségét a következő négy tényező maradéktalan figyelembevételével:
- egészséges táplálkozás,
- testedzés, sportolás,
- dohányzás mellőzése és az alkohol mértékkel való fogyasztása
- lelki egyensúly fenntartása.

## Telephely
A budapesti üzem építése egy sikeres GVOP pályázat megnyerése után kezdődött, építésekor a gyógyszergyártási alapelvek voltak a meghatározóak. A telephely tervezésekor elsődlegesen a gazdaságossági, és a környezetvédelmi szempontok határozták meg az épületek hűtés-fűtés, energiaellátás módját, a zöld felületek arányát.
A Keresztúri úti telep egy több épületből álló komplexum. A zöldmezős beruházás kereteiben megvalósított telephely épületeinek műszaki átadása 2006-ban történt. A telephely közel 15 000 m² területen helyezkedik el.

## Termékek
Az Oriental Herbs Kft. az egyre bővülő piac igényeinek megfelelve napjainkra több mint 250-féle terméket forgalmaz a hazai nagykereskedők, illetve végfelhasználók részére. A vállalat csak szigorúan ellenőrzött, kiváló minőségű alapanyagokat használ, melyeket gyógynövény szakértők kutatnak fel a világ minden tájáról. A készítmények megfelelnek az utóbbi évek legszigorúbb direktíváinak, így a GMP (Good Manufacturing Practice), az ISO 9001, ISO 14001 és az NQA szabványrendszerének. A termékek döntő többségét raktárról biztosítják, ehhez kapcsolódóan a készletgazdálkodást, a beszerzést, valamint a kapcsolódó egyéb irodai munkát is saját dolgozóik végzik. A vállalat rendszeresen ellenőrzi a termékek minőségét és stabilitását. A gyártási folyamatokban a legkorszerűbb holland és német műszerek segítik munka előrehaladását.
A termékek számos egészségügyi panaszra képesek megoldásként szolgálni. A Dr. Chen Patika termékei a következő esetekben alkalmazhatók:
- fogyókúra,
- szépségápolás,
- női problémák,
- férfi problémák,
- szív és idegrendszeri problémák,
- emésztési gondok,
- májjal, vesével, hasnyálmiriggyel kapcsolatos problémák,
- csontok, izmok, ízületi problémák,
- légzési, légzőrendszeri problémák,
- anyagcsere-gondok, valamint
- immunrendszer erősítése esetén.

## Társadalmi szerepvállalás
A Dr. Chen Patika termékeit forgalmazó vállalat méltán mondhatja el magáról, hogy aktív szerepet vállal a CSR (Corporate Social Responsibility), azaz a ”Vállalatok társadalmi felelősségvállalása” által érintett területek tekintetében.
A vállalat tulajdonosai nemcsak az egészség megőrzésének fontosságát hirdetik, hanem kiemelt figyelmet fordítanak a megváltozott munkaképességűek alkalmazására is. E tevékenységet az Európai Ügyekért Felelős Tárca Nélküli Miniszter „Az Egyenlő Esélyekért” szakmai díjjal honorált 2006-ban.
Az irodaházat, a gyártó üzemet, valamint a raktárakat geotermikus energiával ellátott rendszer fűti-hűti, hogy minimalizáljuk a környezetünkre kibocsátott káros hatásokat.
A gépkocsipark folyamatos fejlesztés alatt áll, így a gépjárművek a legszigorúbb károsanyag-kibocsátási normáknak is megfelelnek.
A hulladékgyűjtés szelektíven történik, nemcsak az üzemi, raktár területeken, hanem az irodai szekcióban is, amelynek köszönhetően újrahasznosítási tevékenysége is említést érdemlő.

### Könyvek
- Dr. Chen Zhen: A gyógyító kínai konyha - Válogatás ötezer év hagyományos gyógyító receptjeiből, ISBN 963 204 235 2, Oriental Herbs Kft., Budapest, 2011
- Dr. Chen Zhen: Gyógynövények a hagyományos kínai orvoslásban, ISBN 978 963 226 389 2, Medicina Könyvkiadó Zrt., Budapest, 2012.

### Külső hivatkozások
- http://www.drchenpatika.com/
- https://web.archive.org/web/20130926235235/http://www.drchenpatika.com/hu/drchenpatika.htm
- https://web.archive.org/web/20130927011341/http://www.drchenpatika.com/hu/gyar.htm
- https://web.archive.org/web/20160304235801/http://www.larion.eu/hu/?menu=termekcsoport&tcs_id=754
- https://web.archive.org/web/20140209140907/http://nol.hu/lap/arcok/lap-20090324-20090324-16?ref=sso
- http://eletmod.hu/tart/cikk/jc/0/11864/1/termeszetesen/Szuztea_ginzeng_alga_galagonya_es_halolaj__a_legnepszerubb_kinai_gyogynovenyek
- https://web.archive.org/web/20130527112156/http://fonixmadar.hu/hagyomanyos-kinai-gyogyaszat/90-a-legjobb-orvos-az-akinek-a-paciense-nem-beteg
- http://www.astronet.hu/test-es-lelek/gyogynovenyek/az-5-leghatekonyabb-keleti-gyogynoveny-38580